# II Concili de Toledo
El II Concili de Toledo fou una reunió dels bisbes del Regne de Toledo, celebrada a la ciutat de Toledo el 527, sota la presidència del bisbe local Montà (Montanus), quan el regne encara era governat per reis seguidors de l'arrianisme.